# Лажно вишеслојан епител
Лажно вишеслојан епител (псеудостратификован епител) образују ћелије које се међусобно разликују по морфолошким и функционалним особинама због чега на први поглед ово ткиво изгледа лажно вишеслојно. У његовом образовању учествује најмање две, као код епитела јајовода, а највише четири врсте диференцираних ћелија, као што је то код епитела душника и танког црева.

## Епител танког црева
Образују га недиференциране изворне ћелије и четири типа диференцираних ћелија:
- ентероцити или цревне апсорптивне ћелије, су цилиндричне епителске ћелије са бројним микроресицама на вршној овршини чије је једна од улога упијање (апсорпција) хранњивих материја из шупљине танког црева;
- мукозне (пехарасте) ћелије код којих је горња половина куполасто проширена и снабдевена секреторним гранулама, а доња је сужена (облик пехара); овај облик није природан већ је последица фиксирања материјала јер тада долази до бубрења гранула што мења иначе цилиндричан облик ћелија; улога им је лучење гликопротеинског секрета који у додиру са водом ствара мукусни слој који штити и подмазује површину епитела црева;
- Панетове ћелије (Paneth) имају овлик зарубљених пирамида и снабдевене су гранулама чији се секрет избацује у лумен црева где разлаже зидове бактерија чиме регулише цревну флору; немају способност митозе;
- ентероендокрине ћелије су малобројне и производе полипептиде који регулишу варење хране на различите начине:
  - као хормони
  - као неуротрансмитери
  - имају паракрино дејство (делују на функције околних ћелија).

## Епител душника
Назива се још и псеудостратификован трепљаст епител јер најбројније ћелије овог епитела на вршној површини имају трепље. 
Гради га четири врсте диференцираних ћелија:
- трепљасте ћелије су цилиндричне и на вршној површини носе бројне трепље којима се мукусни слој заједно са удахнутим честицама потискује ка ждрелу (pharynx) и тиме штите дисајни органи;
- мукозне ћелије луче секрет који чини мукусни слој који штити епителне ћелије и за њега се лепе честице прашине;
- четкасте ћелије са бојним микроресицама на вршној површини; имају чулну улогу;
- ендокрине ћелије излучују катехоламине и полипептидне хормоне.